# Astragalus gambelianus
Astragalus gambelianus är en ärtväxtart som beskrevs av Edmund Perry Sheldon. Astragalus gambelianus ingår i släktet vedlar, och familjen ärtväxter. Inga underarter finns listade i Catalogue of Life.

## Bildgalleri

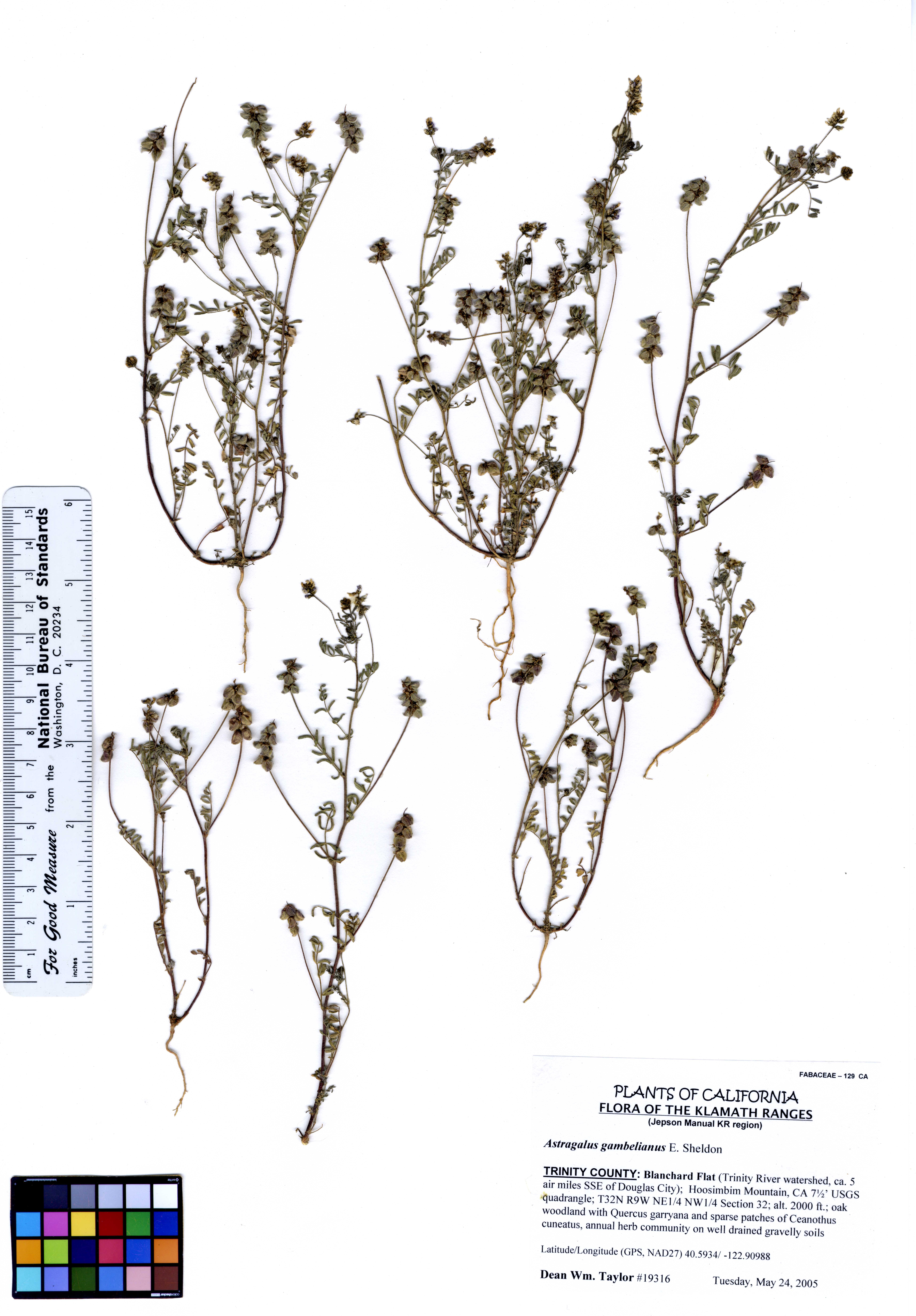